# Les Cent Trucs
Pour plus de détails, voir Fiche technique et Distribution.
Les Cent Trucs est un film muet français réalisé par Segundo de Chomón et sorti en 1906.

## Fiche technique
- Titre : Les Cent Trucs
- Réalisateur : Segundo de Chomón
- scénario : Segundo de Chomón
- Société de Production :  Pathé Frères
- Pays d'origine :  France
- Genre : Film à trucs
- Durée : 3 minutes